# 反法西斯鬥爭日
反法西斯鬥爭日是克羅埃西亞的一個公共假日。它在6月22日舉行，紀念1941年6月22日第二次世界大戰期間南斯拉夫共產黨領導的游擊隊——第一西薩克游擊支隊的成立，以及南斯拉夫游擊隊中反法西斯的克羅埃西亞分支對納粹德國、法西斯義大利及其傀儡國家——克羅埃西亞獨立國的起義。
1941年4月中旬，南斯拉夫王國被德國和義大利擊潰並佔領。6月22日，當德國進攻蘇聯時，南斯拉夫共產黨（CPY）收到總部設在莫斯科的共產國際的命令，要求其向蘇聯提供援助
這個公共假日是由克羅埃西亞國會在1991年引入的。它取代了7月27日的類似紀念活動，即「克羅埃西亞人民起義日」，它曾是克羅埃西亞社會主義共和國的一個官方節日，並暗指斯爾布起義。斯爾布起義與反法西斯鬥爭日一起，至今仍被反法西斯組織和在二戰期間成為迫害對象的少數民族社區的代表所紀念，儘管沒有官方節日那麼多。

## 來源
- . 22 June 2011  [24 March 2017]. （原始内容存档于2023-06-24）.